# Mirliton Theater

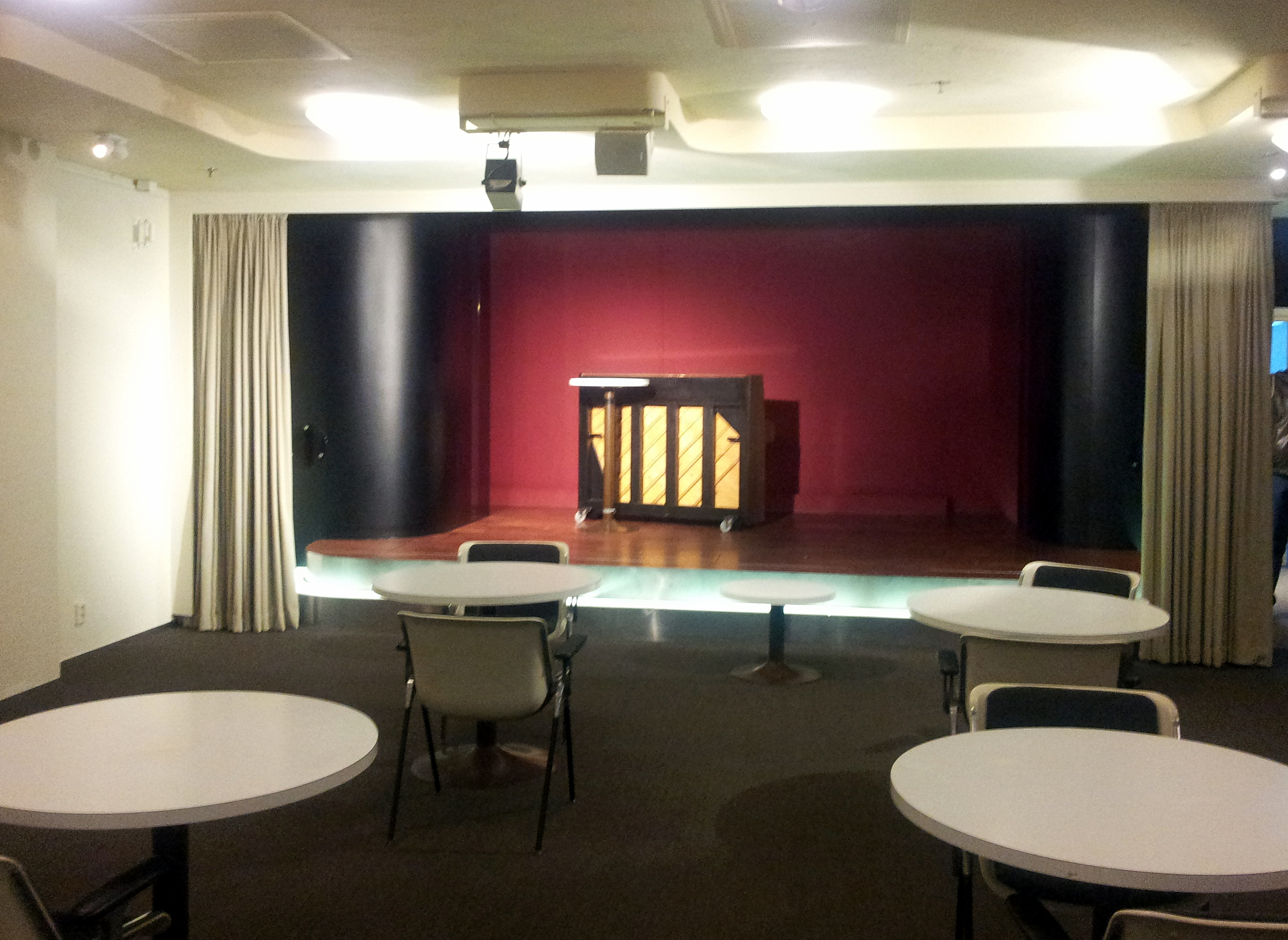
Mirliton Theater met op de achtergrond een Bechsteinpiano (uit 1972)

Het Mirliton Theater was een theater voor kleinkunst en muziek in de stad Utrecht. Het was gevestigd in winkelcentrum Hoog Catharijne, Boven Clarenburg 93-2, en bestond van 1973 tot 2017.

## Doelgroep en voorstellingen
Het theater is in eerste plaats opengesteld voor culturele initiatieven uit de stad Utrecht. Dit kunnen zowel activiteiten door professionele artiesten als amateurs zijn. Elke culturele activiteit is er in principe welkom. 

## Zaal en accommodatie

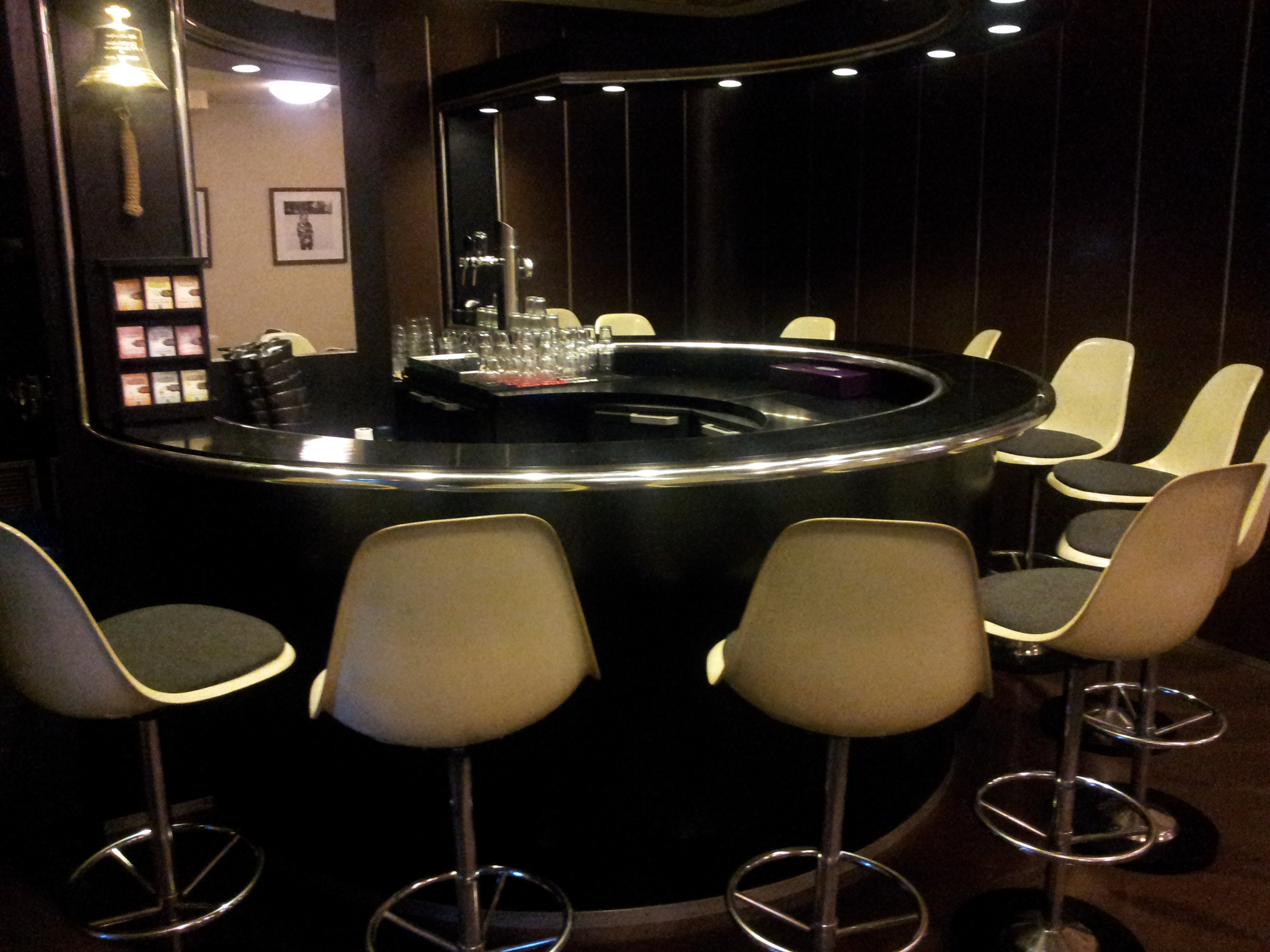
Originele bar uit 1973

Met ca. 50 zitplaatsen is het Mirliton vooral geschikt voor kleinschalige podiumactiviteiten zoals kleinkunst en lichte muziek. Het podium bestaat uit een lage verhoging. In de zaal is een caféopstelling met tafeltjes en een bar (origineel). Achter het theater is een aparte ruimte, en aansluitend een dakterras. 

## Techniek en voorzieningen
Het theater is voorzien van:
- Gratis wifi

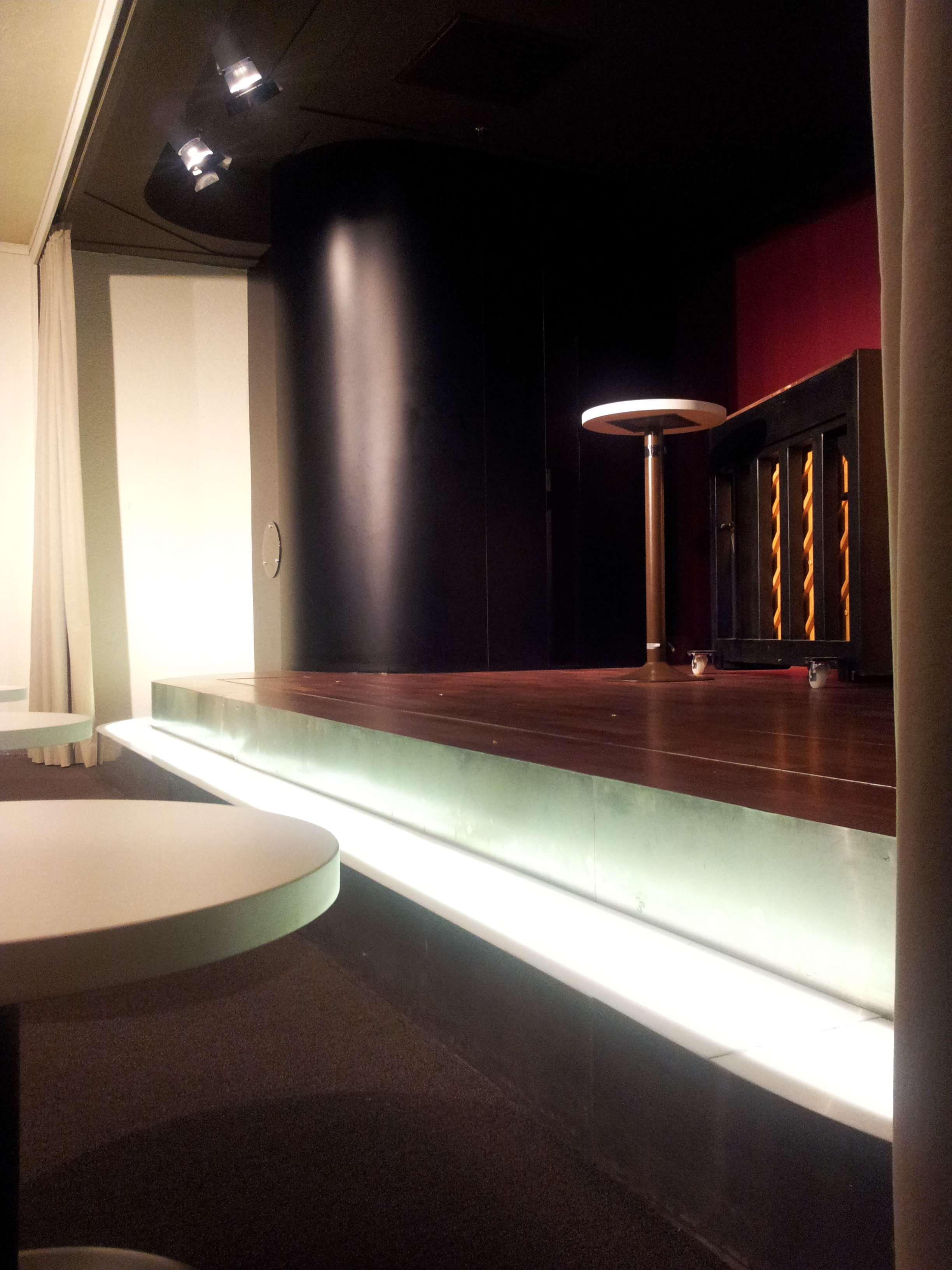
Podium met piano (Bechstein uit 1972)

- Videoprojector met projectiescherm (tegen achterwand podium)
- Statisch podiumlicht (eenvoudige spots op stroomrail)
- Akoestische piano (Bechstein uit 1972)
- Theatervoordoek
- Theaterachterdoek
- Zaalaudio (geen afspeelapparatuur)

## Geschiedenis
Het theater beleefde zijn gloriejaren toen Hennie Oliemuller, Herman Berkien en Tineke Schouten er vanaf 1973 optraden. Sinds de jaren tachtig leidde Mirliton een onopvallend bestaan, alleen nog bezocht bij architectuurwandelingen waarbij het theater wel betiteld werd als 'het best bewaarde geheim van Utrecht'. Daarnaast werd het theater jarenlang gebruikt voor besloten mediatrainingen door de voormalige journaalverslaggever Bob de Ronde.
Begin 2011 zijn er pogingen ondernomen het theater een monumentale status te verlenen, maar dit bleek snel onhaalbaar te zijn. In december 2011 hebben de vastgoedeigenaar (Corio, in 2014 overgenomen door het Franse Klépierre) en IKFU (Kamermuziekfestival van Janine Jansen) er echter twee kleine concerten georganiseerd om het theater weer eens te voelen. Deze eenmalige bijeenkomsten bevielen eigenaar Corio zo goed dat deze besloot het theater te renoveren en zo veel mogelijk in authentieke jaren-70-stijl staat te herstellen. In 2012 werd het Mirliton voor een periode vier jaar tijdelijk heropend, Inmiddels zijn er diverse losstaande muziek- en theateroptredens geweest, en biedt het een structureel podium voor muziekimprovisatie (U-Jazz) en theaterimprovisatie (SpringinTheater). In de zomer van 2017 is het theater definitief gesloten.

## Club Mirliton
Op 22 januari 2014 werd Club Mirliton geopend, met een doorlopend theaterprogramma op de woensdag-, donderdag-, en vrijdagmiddag.